# Liste des souverains du royaume de Man et des Îles
L'article suivant propose une liste des souverains du royaume de Man et des Îles.
Le royaume de Man et des Îles comprenait du IXe au XIIIe siècle les Hébrides, les îles du Firth of Clyde et l'île de Man. Ces îles étaient connues par les Vikings comme « Suðreyjar », ou « îles du Sud », par opposition aux « îles du Nord » ou « Norðreyjar » c'est-à-dire les Orcades et les Shetland. L'histoire ancienne de la région est parcellaire, mais le royaume n'a pas été une entité continue pendant toute la période. Les îles concernées sont parfois appelées le « Royaume de Man et des Isles », titre qui ne fut revendiqué que plus tard par ses souverains. Parfois, les dirigeants étaient indépendants d'une souveraineté externe, bien que pendant la majeure partie de son histoire, ils avaient des suzerains en Norvège, en Irlande, en Angleterre, en Écosse ou aux Orcades. Parfois, il y eut également des revendications concurrentes pour tout ou partie du territoire. Les îles concernées ont une superficie totale de plus de 8 300 kilomètres carrés et s'étendent sur plus de 500 kilomètres du nord au sud.
L'influence des Vikings dans la région a commencé vers la fin du VIIIe siècle. Dans ce contexte il ne fait aucun doute que l'intervention de  la « dynastie » des Uí Ímair a joué un rôle de premier plan dans cette première période, les informations relatives aux dates et aux détails sur les souverains sont de nature spéculative jusqu'au  milieu du Xe siècle. L'hostilité entre les rois des îles et les dirigeants de l'Irlande, et l'intervention de la couronne de Norvège (soit directement, soit par leur vassal le Jarl des Orcades) sont des thèmes récurrents.
L'invasion par le roi Magnus Barelegs à la fin du XIe siècle a entraîné une brève période de gouvernement norvégien direct sur le royaume, mais rapidement les descendants de Godred Crovan ont réaffirmé leur souveraineté et une nouvelle période de suzeraineté largement indépendante a suivi. Cette époque s'est terminée avec l'émergence de Somerled ; après son décès en 1164, le royaume a été divisé en deux parties. Un peu plus d'un siècle plus tard, les îles sont devenues  partie intégrante du Royaume d'Écosse à la suite du traité de Perth de 1266.

## LeIXesiècleet le début duXesiècle

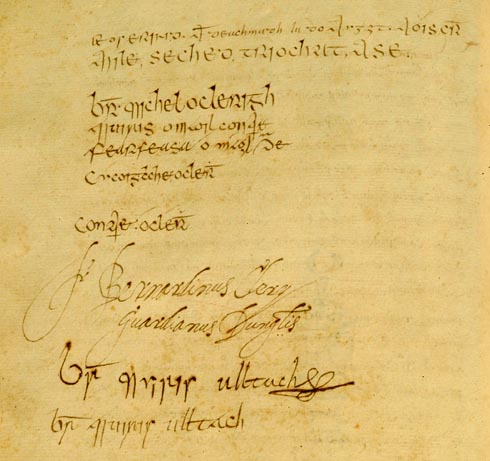
Page de signatures (Annales des quatre maîtres).

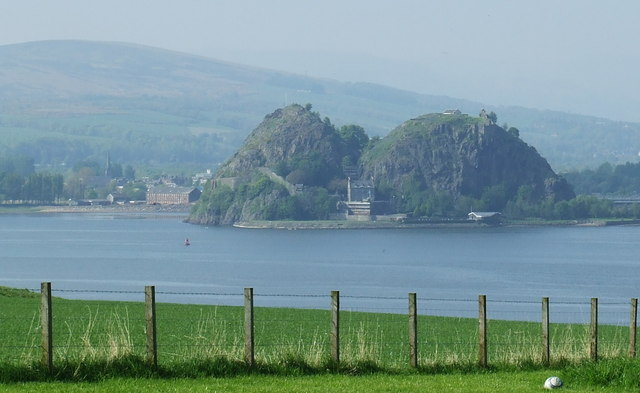
Le château de Dumbarton, assiégé au IXe siècle par les Uí Ímair.

Pendant cette période les sources historiques sont particulièrement éparses et les premières entrées doivent être considérées comme parfois spéculatives.
| Rois des Hébrides      | Dates            | Titre                                                              | Notes |
| ---------------------- | ---------------- | ------------------------------------------------------------------ | --- |
| Père inconnu de Thórir | 848              | Roi des Vikings d'Écosse                                           | Selon la Orkneyinga saga, Ragnvald Eysteinsson avait de nombreux fils dont Ivar et Thorir le Taiseux, Ivar est tué lors d'un combat pendant l'expédition de Harald Fairhair dans l'ouest. Selon les sources irlandaises, Thorir était l'héritier d'un roi des « Vikings d'Écosse » qui conduisit une armée en Irlande en 848. |
| Gofraid mac Fergusa    | † 853            | Seigneur des Hébrides                                              | Les Annales des quatre maîtres le nomment toisech Innsi Gall. |
| Gofraidh               | avant 872–873    | Roi de Lochlann.                                                   | Père de Amlaíb Conung et d'Ímar. |
| Ímar                   | † 873            | Roi des Vikings norvégiens de l'Irlande entière et de la Bretagne. | Doit avoir succédé brièvement à son père. |
| Amlaíb Conung          | † vers 873       | Roi des Hommes du Nord/Roi de la mer occidentale.                  | Frère d'Ímar. |
| Ketill Au nez plat     | vers 890–900 (?) | Roi des Isles                                                      | Les premières références écrites sur Ketill émanent de sagas composées deux cents ans ou plus après sa mort. Il est peu probable qu'il ait été maître de Man et il fut peut-être actif au milieu du IXe siècle plutôt qu'à la fin.                                                                                            |
| Inconnu(s)             | vers 900–941     |                                                                    | Peut-être les rois de la dynastie des Uí Ímair; Ragnall ua Ímair († 920/1) qui règne sur Man, Sigtryggr Caoch († 927), Gothfrith Uí Ímair († 934) et Olaf Gothfrithson († 941) comme roi de Dublin. |

Il est également possible qu'Eiríkr, roi d'York de 947-948 et de 952–5, ait aussi partiellement contrôlé les îles dans le milieu du Xe siècle. Eiríkr d'York est généralement considéré comme étant le héros connu des sagas sous le nom de Eric Bloodaxe (c'est-à-dire en français : Eric à la Hache sanglante), bien que cette identification soit remise en question par Clare Downham (2007), pour qui Eiríkr est un dynaste uí ímair plutôt qu'un fils de Harald Fairhair. Un raid effectué en Northumbrie en 949, dont le but était de soutenir ou de s'opposer à l'hégémonie d'Olaf Kvaran est décrit comme predam albidosorum idem nannindisi dans la chronique des Rois d'Alba. Alfred P. Smyth traduit ce passage ainsi : « Le raid des hommes d'au-delà de la pointe de la Bretagne, c'est-à-dire des îles ».

## Fin duXesiècleetXIesiècle

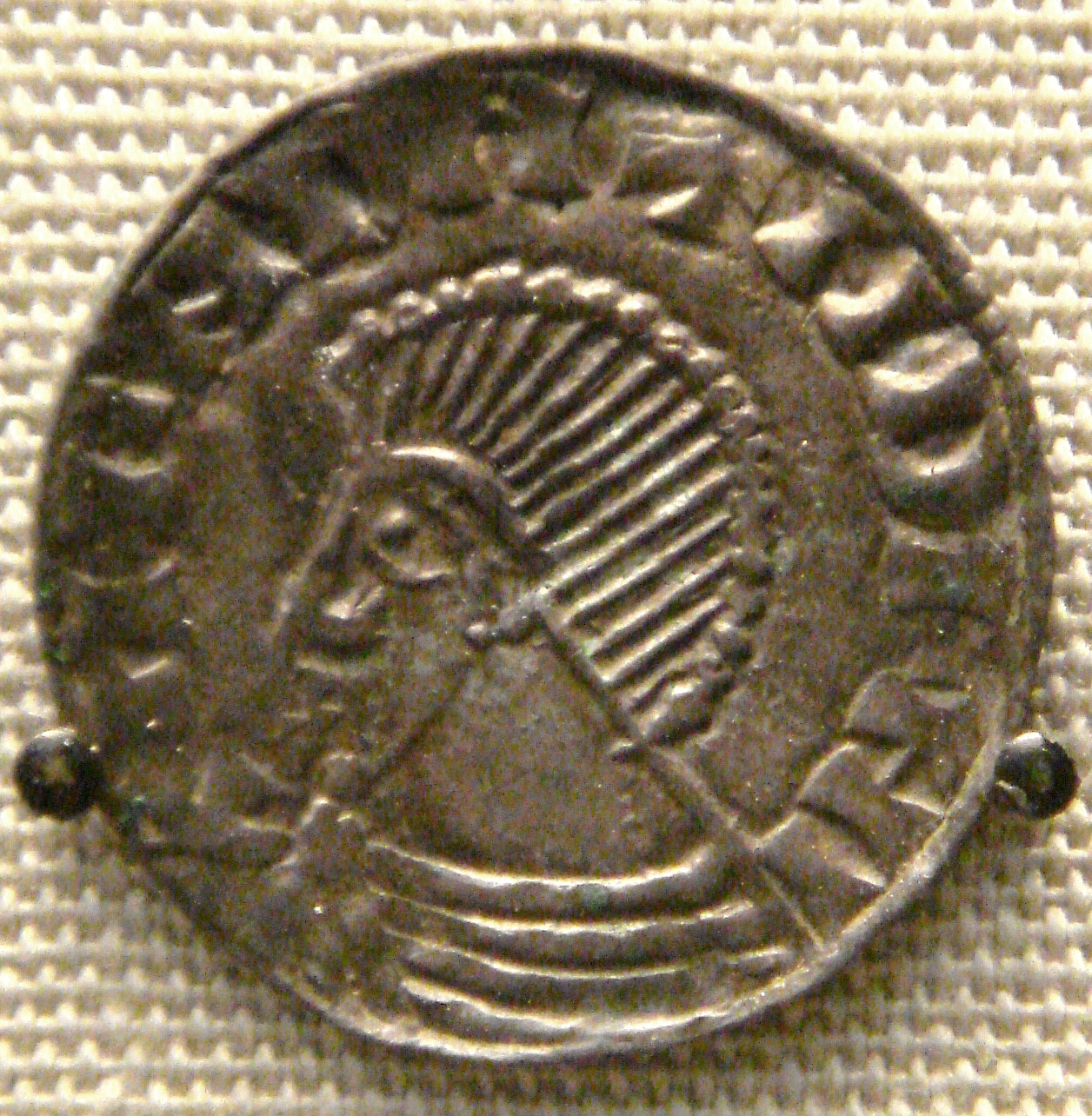
Monnaie posthume de Sihtric collection du British Museum, frappée à Dublin vers 1050.

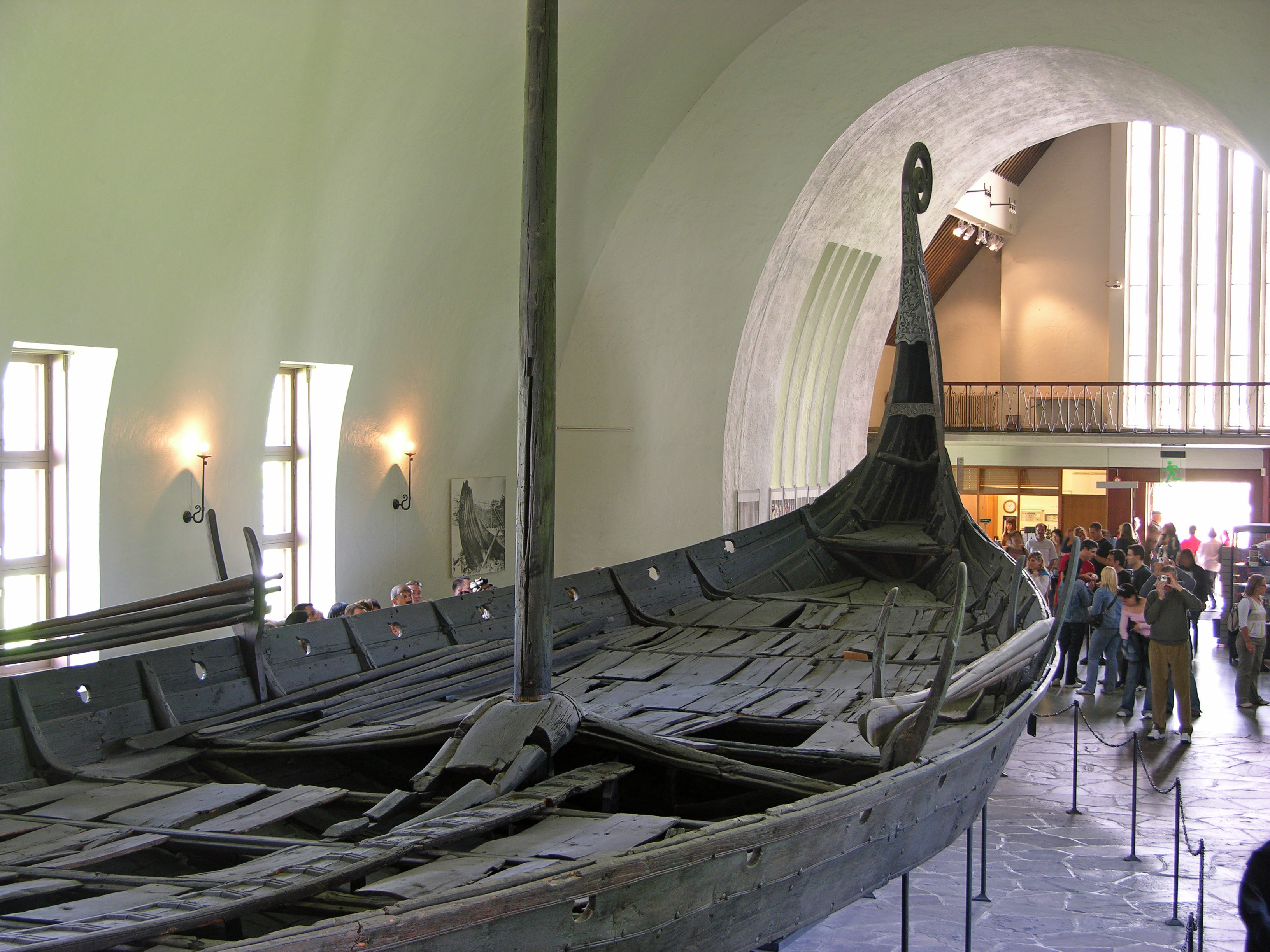
Les vestiges du Bateau d'Oseberg conservés au Musée des bateaux vikings d'Oslo.

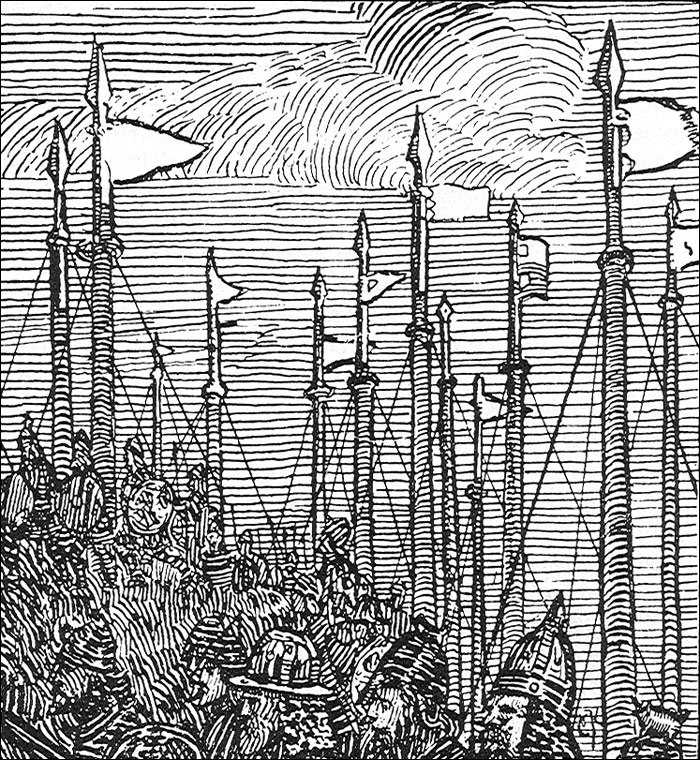
« L'armée du roi Magnus Barefoot de Norvège en Écosse, vers. 1100. » Illustration de Christian Krohg.

| Rois des Hébrides et Man | Dates du règne       | Titre                                                    | Notes |
| ------------------------ | -------------------- | -------------------------------------------------------- | --- |
| Olaf Kvaran              | vers 941?–980        | Roi des Isles (et peut-être roi de Man)                  | Amlaíb/Olafr est ensuite roi de Dublin et succède à Amlaíb mac Gofraid comme roi de Northumbrie en 941 et meurt à Iona en 981.                                                    |
| Maccus mac Arailt        | 980–?                | Roi des Isles                                            | Réputé s'être placé sous la suzeraineté de Edgar le Pacifique, roi d'Angleterre qui meurt en 975.                                                                                 |
| Gofraid mac Arailt.      | ?–989                | Roi des Isles.                                           | Frère de Maccus mac Arailt. |
| Gilli                    | 990–1025 ?           | Jarl.                                                    | Nommé par Sigurd Hlodvirsson, comte des Orcades & Mormaer de Caithness. Sigurd est un vassal du roi de Norvège.                                                                   |
| Ragnall mac Gofraid      | ?–1005               | Roi des Isles,.                                          | Fils de Gofraid mac Arailt. |
| Sigurd Hlodvirsson       | 1005–1014            | Comte des Orcades & Mormaer de Caithness.                | Vassal du roi de Norvège. |
| Inconnu                  | 1015                 |                                                          | Possible « effondrement du contrôle des Jarls dans l'ouest » à la suite de la Bataille de Clontarf.                                                                               |
| Håkon Eiriksson*         | 1016–1030            | Règne sur les Suðreyar.                                  | Peut-être vassal de Knut le Grand. |
| Olaf Sigtryggsson*       | 1030 ?–1034          | Roi de Man et de beaucoup d'autres îles du « Danemark ». | Fils de Sigtryggr Silkiskegg et petit-fils d'Olaf Kvaran. |
| Thorfinn Sigurdsson      | vers 1035–vers 1058. | Comte des Orcades & Mormaer de Caithness.                | Vassal du roi de Norvège. |
| Margad Ragnaldson*       | 1052–1061,           | Roi de Man.                                              | Règne sans doute sur Man et Dublin avant 1052, quand il est expulsé par Diarmait mac Maíl na mBó. Peut-être fils de Ragnal mac Gofraid et possible roi des Innse Gall également,. |
| Murchad mac Diarmata*    | 1061–1070            | Roi de Dublin et Man?                                    | [ 40 ] |
| Diarmait mac Mail na mBo | 1070–1072            | Roi de Dublin et des Isles                               | Père de Murchad, mais qui règne après lui sur Dublin « et, on suppose, sur Man ».                                                                                                 |
| Godred Sigtryggsson      | ?–1074               | Roi de Man                                               | |
| Fingal Godfredson        | 1074–1079            | Roi de Man                                               | Fils de Godred Sitricson |
| Godred Crovan            | 1079–1094            | Roi de Dublin et des Isles                               | Fils de « Harald le Noir d'Ysland », |
| Lagmann Godredsson       | 1095–1098 ?          |                                                          | Fils aîné de Godred Crovan. Le fait que Lagmann commence son règne avant ou après l'arrivée de Magnus Barelegs n'est pas connu avec certitude.                                    |

### Premiers souverains de Man
Différents souverains ont été identifiés comme exerçant leur pouvoir à Man, mais pas les îles dans leur ensemble. L'île de Man est peut-être tombée sous la domination sandinave dans les années 870, et, paradoxalement, ils peuvent avoir amené la langue gaélique avec eux. L'île a produit un nombre d'information archéologique sur l'Âge des Vikings plus que partout ailleurs dans les Îles britanniques, mais les documents écrits de cette période sont pauvres,.
| Rois de Man        | Périodes des règnes | Titre(s)                                             | Notes |
| ------------------ | ------------------- | ---------------------------------------------------- | --- |
| Otir               | 912?–914?           | Jarl et « Maître de l'Isle de Man »                  | Peut-être comme vassal de Ragnall Ua Ímair.                                                                            |
| Ragnall ua Ímair   | 914 jusqu'en 921?   | ?                                                    | Défait Bárid fils d'Otir dans un combat naval au large de Man en 914,.                                                 |
| Gothfrith Uí Ímair | Avant 927 à ?       |                                                      | Père d'Amlaíb |
| Olaf Gothfrithson  | avant 935 à 941     | Roi de Northumbrie et peut-être aussi Roi des Isles. | Après la mort d'Æthelstan en 939, Edmond Ier cède la Northumbrie à Olafr/Amlaíb. Il épouse une fille de Constantin II. |
| Olaf Kvaran        | 941–980             | Roi de Northumbrie et Roi des Isles                  | Il prend le contrôle de Man et devient roi de Northumbrie comme successeur d'Amlaíb mac Gofraid. Voir aussi ci-dessus. |

Il s'ensuit alors une période où il est probable que les îles occidentales et Man ont des dirigeants communs issus des Uí Ímair (voir ci-dessus). C. Downham (2007) suggère que Lagmann Godredson a peut-être « exercé le pouvoir à Man » et même été roi avant d'être expulsé peu après 1005, peut-être par Brian Bóruma. Cela peut indiquer que les Jarl des Orcades ne contrôlaient pas Man au début du XIe siècle. Echmarcach mac Ragnaill et de ses successeurs ont certainement pris le contrôle de l'île de Man, mais l'étendue de leur domination sur les îles du Firth of Clyde et des Hébrides n'est pas claire. la mort de Óláfr mac Lagmann (ou Lagmainn) à la tête des « guerriers des Hébrides » lors  de la bataille de Clontarf en 1014 est relevée par les Chroniques d'Irlande.
| Dirigeants de Man  | Periode de règne | Titre               | Notes                                   |
| ------------------ | ---------------- | ------------------- | --------------------------------------- |
| Lagmann Godredsson | ?–1005           | « Rois des Svears » | Peut-être un fils de Gofraid mac Arailt |
| Óttar de Man       | † 1098           | Jarl                | Jarl « d'une moitié de Man »            |

La période 1095-1098 semble avoir été politiquement instable, aboutissant à une guerre civile à Man entre le nord et le sud de l'île. Une bataille à Santwat entre les forces du Nord commandées par le Jarl Óttar et celles du sud sous Macmaras (ou MacManus) en 1098 a entraîné la mort de deux chefs.

## LesXIIeetXIIIesiècles

### Rois de Man et des Isles
| Souverains des Hébrides & Man         | Période de règne | Titre                                                                              | Notes                                                                 |
| ------------------------------------- | ---------------- | ---------------------------------------------------------------------------------- | --------------------------------------------------------------------- |
| Magnus Barelegs                       | 1098–1102        | Gouvernement direct par la Norvège, Peut-être Roi des Isles                        |                                                                       |
| Sigurd Magnusson                      | 1102–1103        | Gouvernement direct par la Norvège                                                 | Contrôle nominal par le fils mineur de Magnus Barelegs                |
| Lagmann Godredsson                    | 1103–1110 (?)    |                                                                                    | Fils âiné de Godred Crovan                                            |
| Domnall mac Tadg Ua Briain            | 1111–1112 (?)    | Régent pendant la minorité d'Olave le Rouge                                        | Neveu de Muircheartach Ua Briain. Expulsé par les habitants des îles. |
| Olave le Rouge                        | 1112–1152        |                                                                                    | Fils de Godred Crovan                                                 |
| Godred le Noir                        | 1154–1156        | Roi de Man et des Isles                                                            | Fils de Olave le Rouge.                                               |
| Les fils de Somerled & Godred le Noir | 1156–1158        | Ils règnent respectivement dans les îles du sud et à Man et dans les îles du Nord. | Les fils de Somerled sont:Dubgall, Raghnall et Aonghas.               |
| Somerled                              | 1158–1164        | Seigneur d'Argyll                                                                  | Gendre d'Olave le Rouge, ses origines demeurent obscures.             |

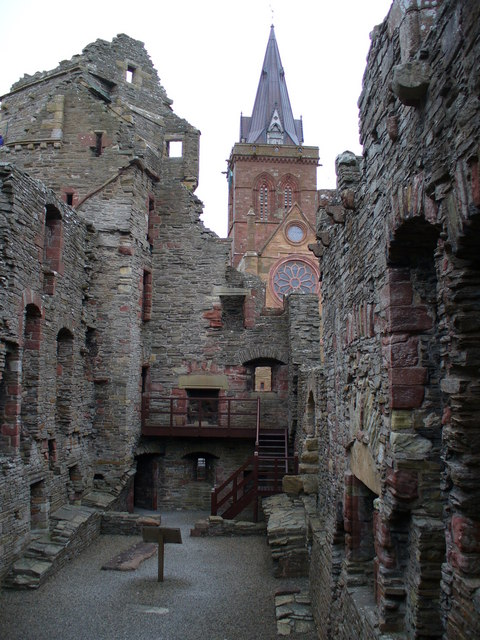
Le palais épiscopal de Kirkwall aux Orcades où Haakon Haakonarson, le dernier roi norvégien à avoir régné sur les Sudreyjar meurt en 1263. La flèche de cathédrale Saint-Magnus est visible dans le fond.

Le gouvernement tyrannique de Godred le Noir semble l'avoir rendu très impopulaire auprès des habitants des îles, et les puissants barons locaux se rapprochent d'un nouveau personnage énergique dont la puissance régionale émerge: Somerled, Seigneur d'Argyll qui avait de plus épousé Rahgnaillt une fille d'Olave le Rouge. Lorsque Godred prend connaissance de ce fait il s'engage contre les forces Somerled lors de la bataille navale de l'Épiphanie en 1156. Il n'y a pas de vainqueur indiscutable lors de cette rencontre, mais il est ensuite convenu que Godred demeure roi de l'île de Man et des Hébrides du Nord, pendant que les jeunes fils de Somerled reçoivent théoriquement le contrôle des Hébrides du sud, du Kintyre et les îles du Firth of Clyde, sous l'administration de leur père. Deux ans plus tard Somerled entreprend l'invasion de l'île de Man et oblige Godred à s'enfuir vers la Norvège chez le roi Inge Ier, laissant Somerled comme chef incontesté de l'ensemble du royaume,.
À la suite de la mort de Somerled en 1164, Godred reprend possession de son domaine d'avant 1158 à Man et aux Hébrides extérieures, tandis que les Hébrides intérieures sont réparties entre les fils de Somerled comme il l'avait envisagé : Dubgall reçoit Mull, Coll, Tiree et Jura; Islay et le Kintyre reviennent à Raghnall ; Bute à Aonghas, avec peut-être Arran partagé entre lui et Raghnall. La Chronique de Man et des Sudreys se lamente sur le fait que l'union de Somerled avec Ragnhildis, la fille d'Olave le Rouge, a été la « cause de la ruine de tout le royaume des Isles ».

### Rois de Man et des Isles du Nord
| Rois de Man           | Règnes    | Titre                   | Notes                                                       |
| --------------------- | --------- | ----------------------- | ----------------------------------------------------------- |
| Ragnald               | 1164      |                         | Frère de Godred le Noir                                     |
| Godred le Noir        | 1164–1187 | Roi des Isles           | Rétabli                                                     |
| Raghnall mac Gofraidh | 1188–1226 | Roi des Isles           | Fils de Godred le Noir,                                     |
| Olaf le Noir          | 1226–1237 | Roi de Man et des Isles | Demi-frère de Raghnall mac Gofraidh                         |
| Harald Olafsson       | 1237–1248 | Roi de Man et des Isles | Fils d'Olaf le Noir                                         |
| Ragnvald Olafsson     | 1249      | Roi de Man et des Isles | Fin d'Olaf le Noir, son règne est bref                      |
| Harald Godredsson     | 1249–1250 | Roi de Man              | Fils de Gofraid Donn et petit-fils de Raghnall mac Gofraidh |
| Magnus Olafsson       | 1252–1265 | Roi de Man et des Isles | Fils d'Olaf le Noir                                         |

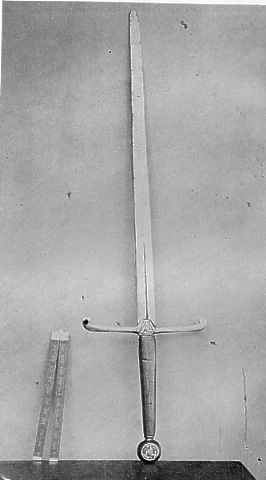
L'« Épée d'État » de Man est traditionnellement attribuée à Olaf le Noir, bien que la recherche moderne la date d'une période plus tardive.

Avant la guerre écosso-norvégienne de 1263, les armées norvégiennes interviennent en 1230 à l'occasion d'un conflit dynastique qui oppose les descendants de Godred le Noir. La Chronique de Lanercost indique qu'une flotte norvégienne attaque les côtes ouest de l'Écosse sous le commandement de Óspakr Ögmundsson, qui est nommé « Roi des Suðreyjar » par le roi de Norvège (et qui devait être un fils de Dubgall mac Somairle élevé en fosterage par un certain « Ögmund »). Ses forces prennent Rothesay,en se taillant un chemin avec leurs haches à travers les défenses du château. La  Hákon Hákonarson saga précise que la flotte navigue ensuite vers le Kintyre où Óspakr meurt de blessures reçues pendant les combats. Olaf le Noir prend ensuite le contrôle de la flotte et la conduit jusqu'à l'île de Man. Il partage le royaume avec Gofraid Donn, le fils de  Raghnall mac Gofraidh, conservant pour lui Man, et laissant à son allié les Hébrides extérieures. Peu après  Gofraid Donn est tué peut-être à Lewis.
Le 30 mai 1249, Ragnvald Olafsson est tué dans un pré près de l'église de la Sainte-Trinité de Rushen par un prétendant nommé le chevalier Ívarr, avec plusieurs des suivants du « chevalier ». La chronique de Lanercost indique qu'il avait régné seulement 27 jours. Harald Godredsson se saisit ensuite du trône, mais il est déposé par le roi Haakon IV après avoir été convoqué l'année suivante en Norvège,.

### Rois des Isles du Sud
| Rois des Hébrides              | Dates du règne   | Titre           | Notes                                        |
| ------------------------------ | ---------------- | --------------- | -------------------------------------------- |
| Dubgall mac Somairle           | 1164– vers 1175  | Roi des Isles   | Fils de Somerled                             |
| Raghnall mac Somhairle         | 1164–1210        | Roi des Isles   | Fils de Somerled                             |
| Donnchadh mac Dubhghaill       | 1210 – vers 1247 | Roi des Sudreys | Fils de Dubgall mac Somairle                 |
| Dubgall "Screech" mac Dubgaill | ?                | Roi des Sudreys | Fils de Dubgall mac Somairle                 |
| Uspak Haakon = Somerled ?      | 1230 – 1231      | Roi des Sudreys | Probablement un fils de Dubgall mac Somairle |
| Ruaidhri mac Raghnaill         | 1207?–1247       | Roi des Isles   | Fils de Raghnall mac Somhairle               |
| Eóghan d'Argyll                | 1248–1263        | Roi des Sudreys | Fils de Donnchadh mac Dubhghaill             |
| Dubhghall mac Ruaidhri         | 1249–1266        | Roi des Sudreys | Fils de Ruaidhri mac Raghnaill               |

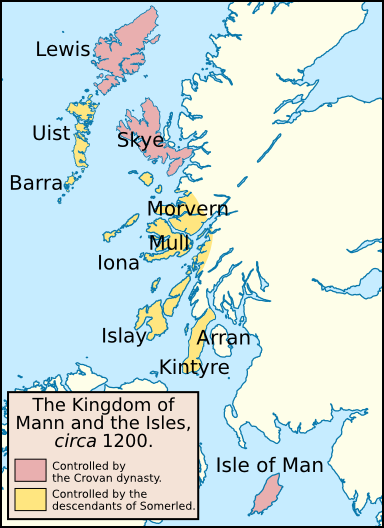
Les Suðreyjar vers 1200: territoires de la famille de Godred Crovan et des descendants de Somerled.

Les « Anecdotes sur Olave le Noir » publiées dans la décennie 1780  (qui sont basées sur la Hákonar saga Hákonarsonar) font état de trois rois des Sudreys régnant à cette époque qui étaient « de la famille de Somerled » et qui étaient « très infidèles au roi Haco ». L'identité des rois mentionnés n'est pas tout à fait claire. Ils comprennent Dubgall "Screech" mac Dubgaill et son frère et Donnchadh ou Eoghan d'Argyll, qui « fut roi après », ou peut-être un inconnu « leur parent, appelé Somerled, [qui] était alors aussi un roi dans les Sudreys ». Ce Somerled (?), décédé en 1230, était peut-être un frère ou un cousin de Dubgall et de Donnchadh à moins que l'on l'identifie à Uspak Haakon.
Ruaidhri mac Raghnaill, le fils de Raghnall mac Somhairle, doit avoir être le « roi des Isles » évoqué par les chroniques d'Irlande comme ayant été tué en combattant les Anglais lors de la bataille de Ballyshannonn en 1247. Les descendants directs de Ruaidhri, Dubhghall et Ailean, qui règnent sur le Garmoran et les îles de North Uist et de South Uist, ne portent généralement pas de titres dans les sources écossaises. Cependant les Annales d'Islande relèvent pour l'année 1249 que « Dubhghall prend le royaume des Sudreys ». Les sources norvégiennes se réfèrent également à la royauté détenue par Eóghan d'Argyll, qui lui est retirée par le roi Haakon IV de Norvège après qu'il a refusé de participer à son ultime expédition en Écosse.